# Stapelburg
Stapelburg ist ein Ortsteil der Gemeinde Nordharz im Landkreis Harz in Sachsen-Anhalt.

## Lage und Ortscharakteristik
Stapelburg liegt am Nordrand des Harzes und damit auch des Nationalparks Harz an der Grenze zu Niedersachsen. Im Dreieck zwischen Bad Harzburg im Westen, Vienenburg im Nordwesten und Ilsenburg (Harz) im Süden breitet es sich knapp 4 km südlich des kleinen Waldgebiets Schauener Holz aus. Nach ihrem Austritt aus dem Harzer Gebirge durchfließt die Ecker in Süd-Nord-Richtung den Westteil des Dorfes. Den Ort selbst durchquert die Stimmecke, ein Abzweig von der Ecker.
Stapelburg hat sich aufgrund seiner Lage zu einem Wohnstandort entwickelt. Es ist Haltepunkt an der Bahnstrecke Ilsenburg–Vienenburg, die nach der Wiedervereinigung Deutschlands die alte Bahnstrecke nach Bad Harzburg ersetzt. Es wird damit von den Regio-Express-Linien Halle (Saale) bzw. Magdeburg – Goslar bedient. Mit einer eigenen Anschlussstelle an der Bundesautobahn 36 ist Stapelburg an das Autobahnnetz angeschlossen.

## Geschichte

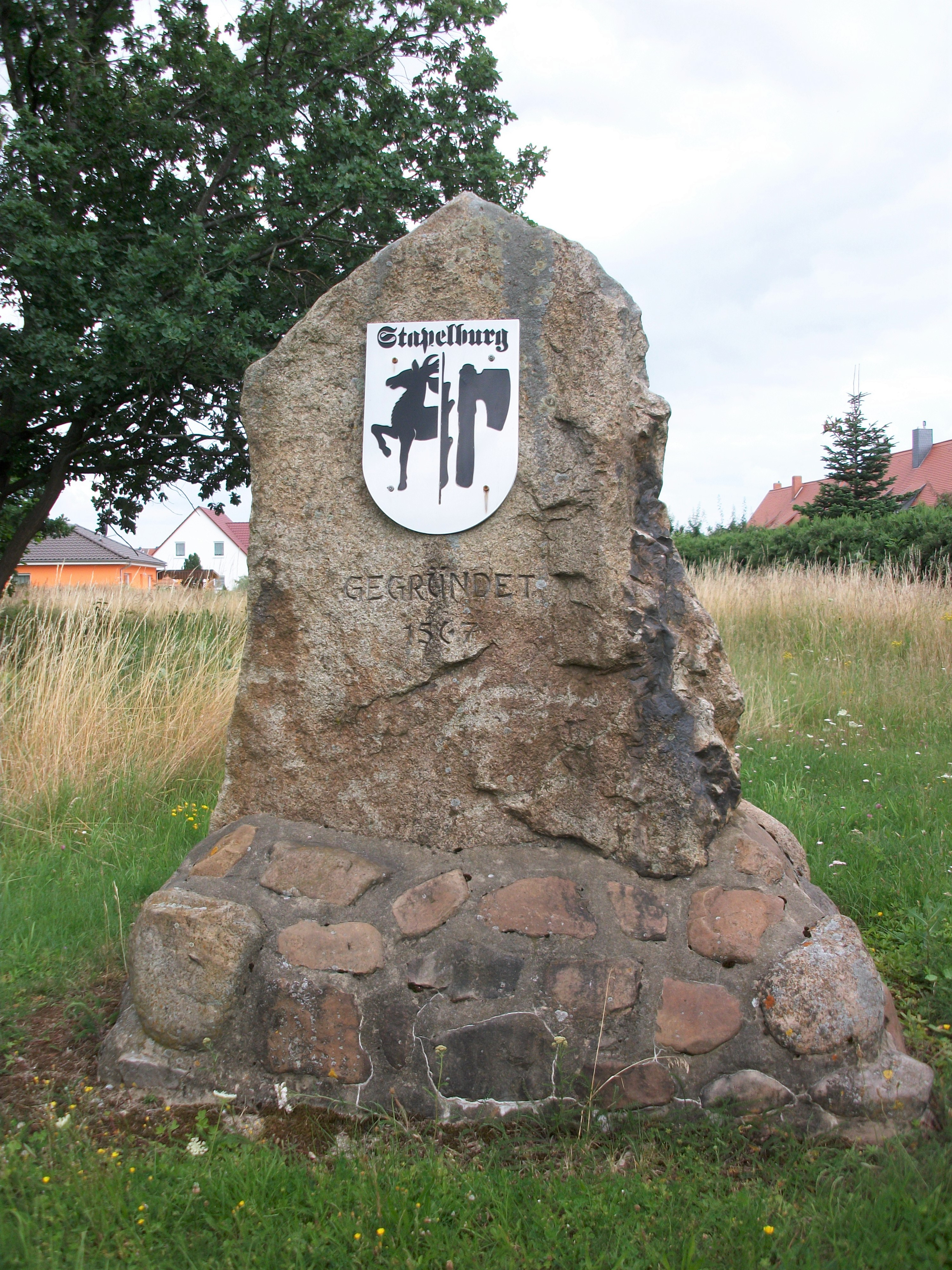
Gedenkstein zur Ortsgründung

Das Dorf Stapelburg entstand spätestens im Jahre 1564 gemeinsam mit dem Vorwerk Bila(n)shausen, das von den Brüdern Heinrich und Fritz von Bila aus Hainrode unterhalb der Burg Stapelburg angelegt worden ist. Wenige Kilometer südsüdwestlich von Stapelburg stand schon vorher im Harz oberhalb des Eckertals die Ahlsburg.
Die Geschichte des Ortes war zunächst mit jener der Burg verknüpft. So auch im Dreißigjährigen Krieg, als 1625 die in der Burg lagernden kaiserlichen Truppen unter Oberwachtmeister Oswald von Bodendieck den Ort vollständig ausplünderten. Graf Christian Ernst zu Stolberg-Wernigerode gelang es, im Berliner Vergleich mit dem Domkapitel Halberstadt vom 11. März 1722 Stapelburg für die nächsten Jahrhunderte als Zubehör der Grafschaft Wernigerode dauerhaft zu sichern. 1743 zerstörte ein Großbrand weite Teile des Dorfes, zum Wiederaufbau holten sich die Dorfbewohner Steine von der inzwischen baufälligen Burg.
Von 1807 bis 1813 gehörte Stapelburg zum Königreich Westphalen. Der Ort lag im Kanton Ilsenburg, welcher zum Distrikt Blankenburg des Departements der Saale gehörte. Nach dem Ende der napoleonischen Herrschaft wurde Stapelburg im Jahr 1814 dem Landkreis Wernigerode im Regierungsbezirk Magdeburg der preußischen Provinz Sachsen angegliedert.
1891 wurde die heutige Kirche errichtet.
1896 gründete Adolf Just im Tal der Ecker die Kuranstalt Jungborn, eine auf die Anwendung von Wasser, Erde, Licht und Luft sowie einfache Kost, Heilgymnastik und Massage ausgerichtete Naturheilanstalt. Prominente Gäste waren unter anderen Franz Kafka, Marika Rökk, Viktor de Kowa und Hans Albers.
Ab 1936 wurde im nordwestlich von Stapelburg gelegenen und zum Gebiet von Bad Harzburg gehörigen Schimmerwald eine Munitionsanstalt (Muna) mit der Bezeichnung „Luftwaffen-Munitionsanstalt 4/VI Stapelburg“ errichtet. Sie diente der Bezünderung und Lagerung von Abwurfmunition und Granaten für die Luftwaffe. Am 10. April 1945, vor Ankunft der US-Streitkräfte, wurde die Anlage gesprengt; dazu wurde Stapelburg vollkommen evakuiert. Eine kleine, für höhere Muna-Mitarbeiter errichtete Wohnsiedlung in Stapelburg trägt heute noch den Straßennamen Munasiedlung.
Stapelburg gehörte durch die Auflösung der preußischen Provinz Sachsen ab 1944 zur Provinz Magdeburg, nach dem Zweiten Weltkrieg zur Sowjetischen Besatzungszone, ab 1947 zum Land Sachsen-Anhalt und ab 1952 zum Kreis Wernigerode im Bezirk Magdeburg.
Nach der am 26. Mai 1952 von der DDR-Regierung erlassenen „Verordnung über Maßnahmen an der Demarkationslinie zwischen der DDR und den westlichen Besatzungszonen Deutschlands“ gelangte auch Stapelburg in den Bereich der Grenzsicherungsmaßnahmen. Der Ort wurde durch 5-km- sowie 500-m-Sperrzonen weitgehend auch vom übrigen Gebiet der DDR  abgeschnitten. Nichteinwohner konnten in Stapelburg lebende Verwandte nur mit einem Passierschein besuchen. Wie im übrigen Grenzgebiet war der Ort auch von Zwangsaussiedlungen betroffen.
Die im 500-m-Schutzstreifen liegende Kureinrichtung Jungborn wurde geschlossen und die Gebäude nach einer kurzen zwischenzeitlichen Nutzung als Altersheim 1968 abgerissen.
Im Rahmen der am 27. April 1989 zwischen dem Niedersächsischen Ministerpräsidenten Ernst Albrecht und dem DDR-Staatsratsvorsitzenden Erich Honecker für das Jahr 1992 vereinbarten Schaffung eines Grenzüberganges begann die Planung einer Ortsumfahrung.
Am 11. November 1989 um 16.00 Uhr, zwei Tage nach der Berliner Mauerfall, öffneten Stapelburger Bürger die Grenzbefestigungen zum benachbarten Eckertal und schufen damit die erste Grenzöffnung außerhalb Berlins. Auf den Tag zehn Jahre später wurde an dieser Stelle ein Denkmal zur Erinnerung an dieses historische Ereignis eingeweiht.
Zum 20. Jahrestag der Grenzöffnung wurde wie an weiteren 108 Straßen, die die ehemalige Grenze queren, auch zwischen Stapelburg und Bad Harzburg eine Gedenktafel im Rahmen des Geschichtsprojektes Brocken-Erklärung errichtet. Auf ihr sind Datum und Uhrzeit der Grenzöffnung festgehalten. Die ursprünglich für einen Grenzübergang geplante Ortsumfahrung wurde als erste Ortsumfahrung im wieder entstandenen Land Sachsen-Anhalt realisiert.
Ab 1990 gehörte Stapelburg zum sachsen-anhaltischen Landkreis Wernigerode, der im Jahr 2007 im Landkreis Harz aufging.
Am 1. Januar 2010 schlossen sich die bis dahin selbständigen Gemeinden Stapelburg, Danstedt, Heudeber, Langeln, Schmatzfeld, Abbenrode, Veckenstedt und Wasserleben zur Einheitsgemeinde Nordharz zusammen.

## Wappen
Blasonierung: „Gespalten von Gold und Blau; vorn ein halber schreitender schwarzer Hirsch, aus dem Spalt hervorbrechend; hinten ein silbernes Beil, dessen Schneide nach außen gekehrt ist.“
Die rechte Hälfte ist dem Wappen der Grafen zu Stolberg entnommen, die linke dem Wappen derer von Bila. Der Ort hieß früher Bilashausen und ist eine Gründung der Brüder Heinrich und Fritz von Bila aus den Jahren zwischen 1559 und 1564. Das Wappen wurde von dem Magdeburger Staatsarchivrat Otto Korn gestaltet und am 8. März 1938 durch den Oberpräsidenten der Provinz Sachsen dem Ort verliehen.

## Sehenswürdigkeiten
- Burg Stapelburg, Burgruine einer mittelalterlichen Straßenschutzburg
- Historische Linde (am 7. Februar 2022 durch eine Sturmböe gefällt[5]) und Kriegerdenkmal auf dem Burgberg
- Die Kirche, ein gelber Ziegelbau im Stil der Neogotik
- Auf dem östlich des Ortes gelegenen Friedhof Grabstätten für 17 im Zweiten Weltkrieg nach Deutschland verschleppte und namentlich bekannte Personen, die Opfer von Zwangsarbeit in einer Munitionsfabrik wurden, sowie für einen sowjetischen Fliegeroffizier, der 1944 ermordet wurde
- Erinnerungsstätte an die frühere Naturheilanstalt Jungborn im Eckertal durch Infotafeln und zwei in der früheren Form errichtete „Licht-Luft-Häuschen“
- Denkmal zur Grenzöffnung an der früheren innerdeutschen Grenze zwischen den Orten Stapelburg (Ost) und Eckertal (West), dort auch das Grenzmuseum Stapelburg
- Ahlsburg, eine abgegangene Burg oberhalb des Eckertals
- Die Flächen zwischen der ehemaligen DDR-Grenze bis einschließlich des ersten Kolonnenweges sind „Nationales Naturmonument Grünes Band Sachsen-Anhalt – Vom „Todesstreifen“ zur Lebenslinie“

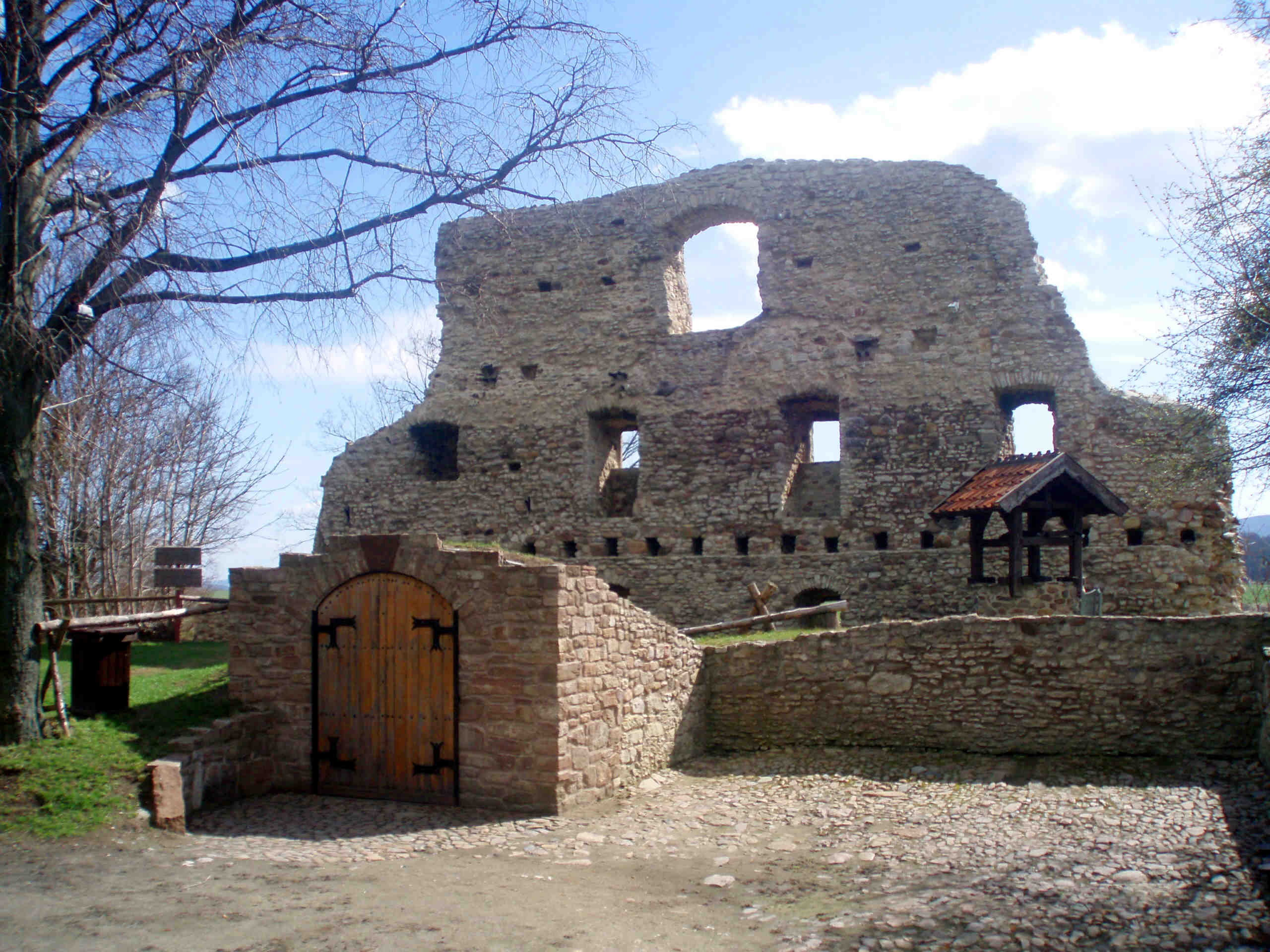
Burgruine Stapelburg
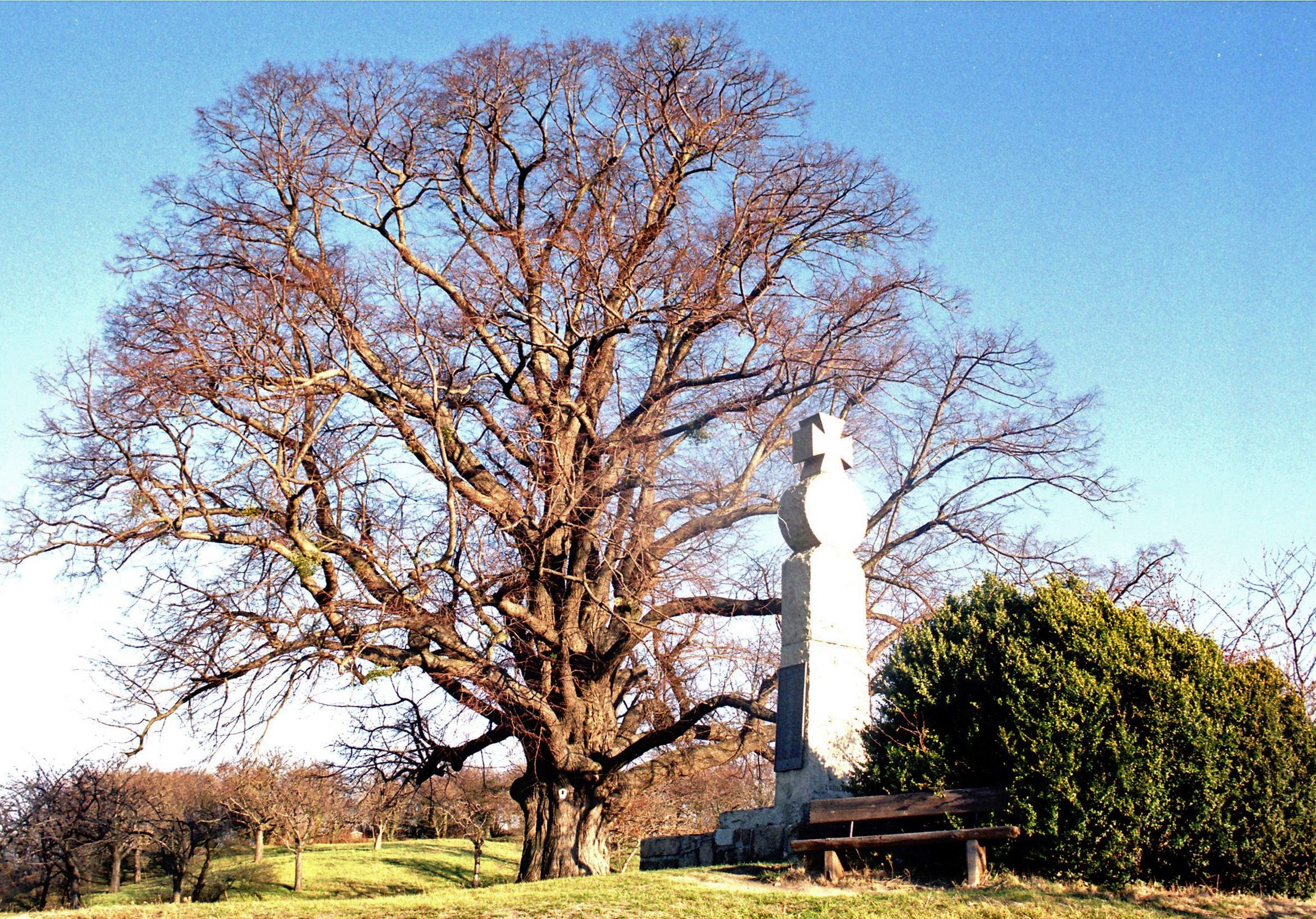
Linde und Kriegerdenkmal
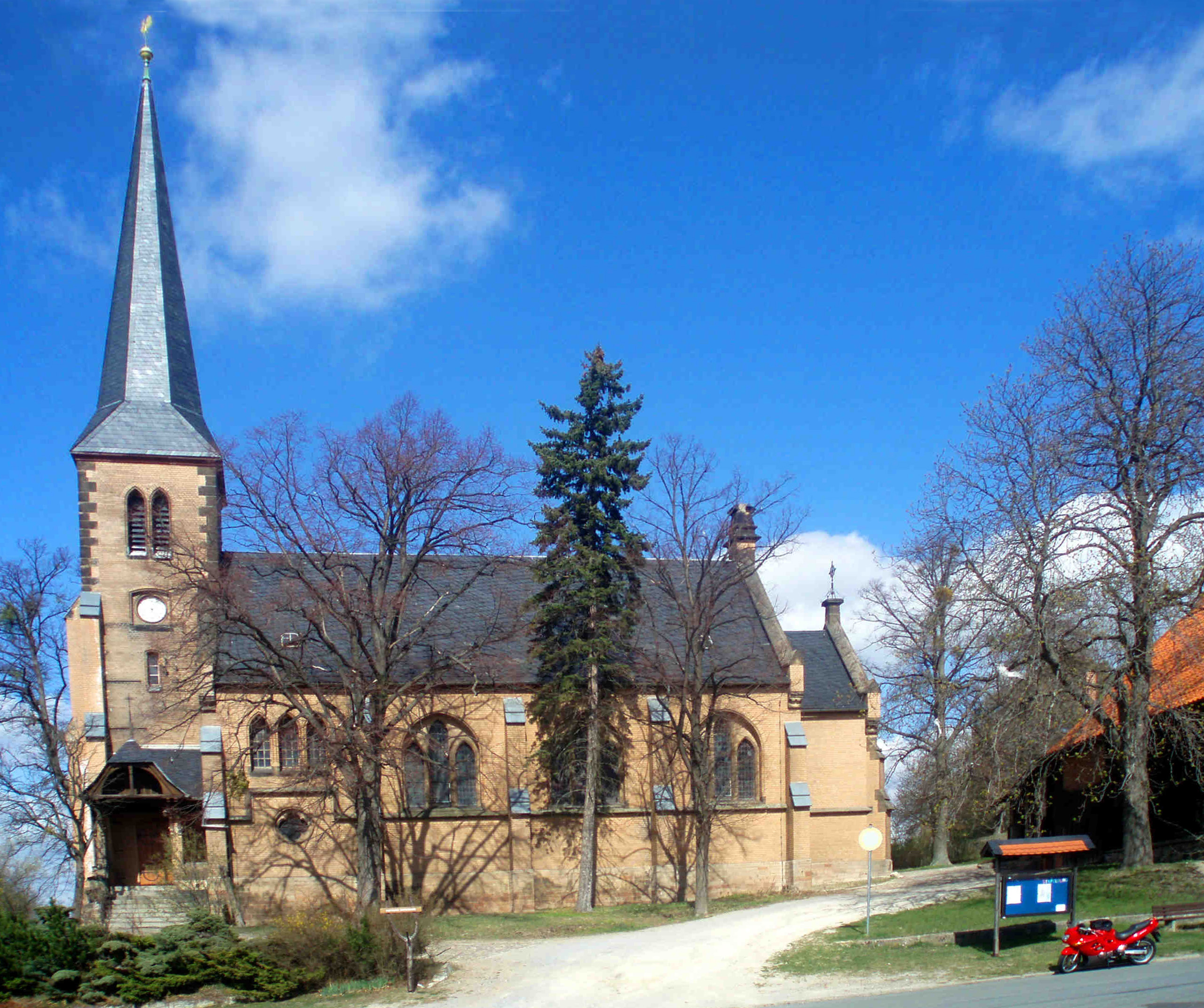
Evangelische Kirche von 1891
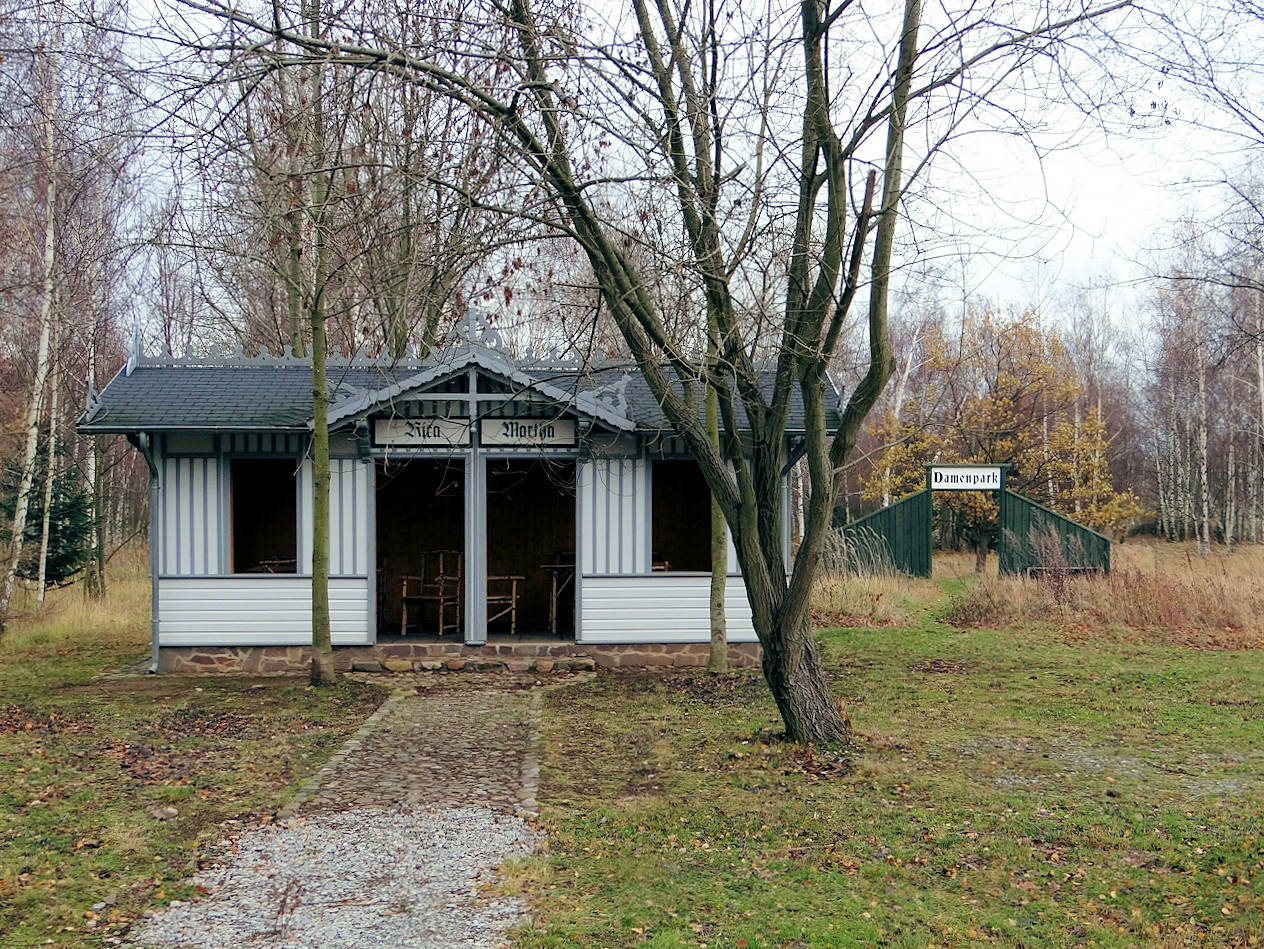
Gedenkstätte im Jungborn
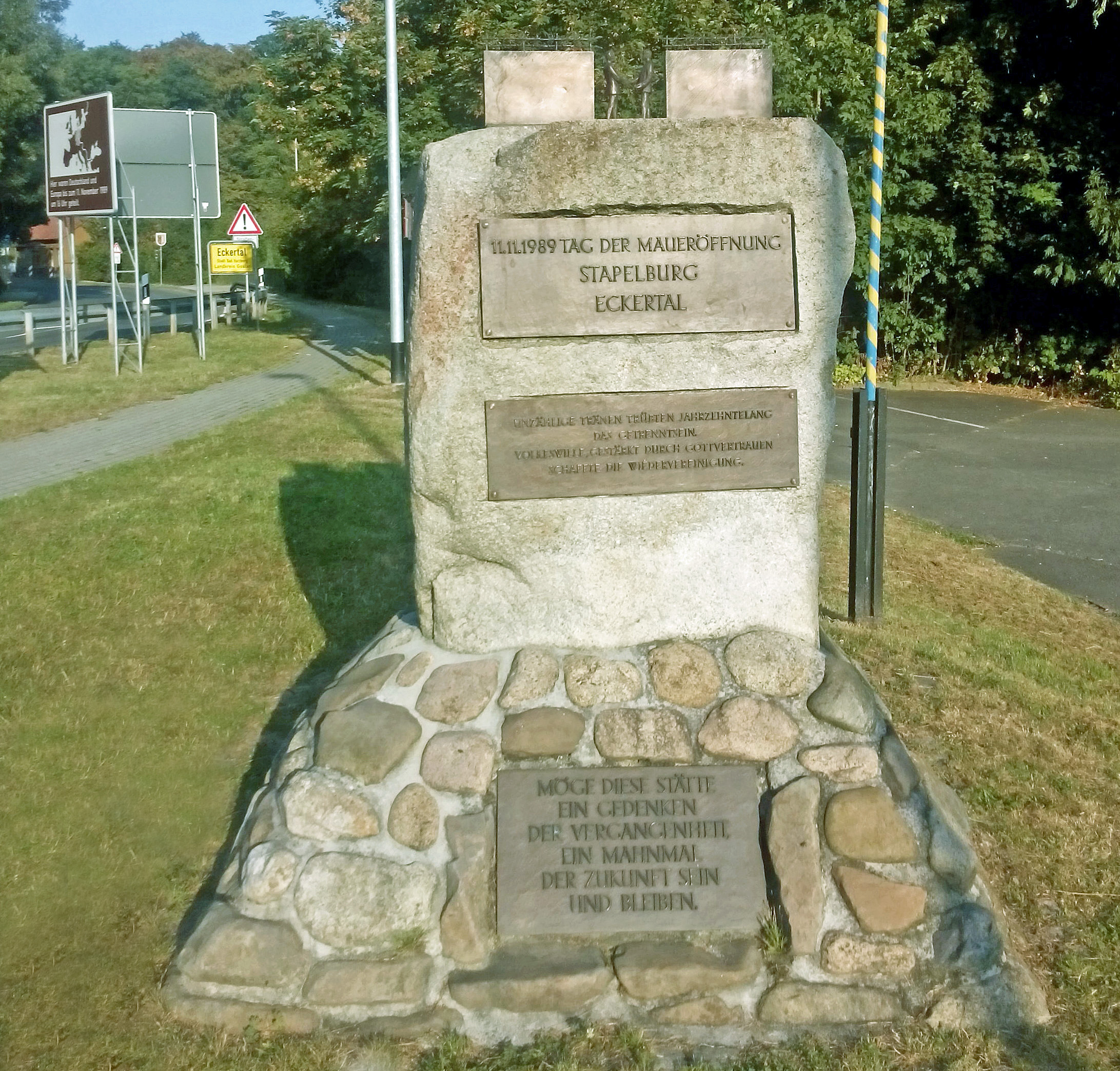
Maueröffnungsdenkmal

## Vereine und Veranstaltungen
Stapelburg ist gekennzeichnet durch ein reges Vereinsleben, an das zahlreiche Veranstaltungen geknüpft sind.
- Interessengemeinschaft Burgberg e. V. mit jährlichem Burgbergfest im August
- Förderverein Jungborn Harz e. V. mit jährlichem Jungbornfest im Juni
- Heimatverein Stapelburg
- Schützengesellschaft Stapelburg 1722 e. V. mit Schützenfesten
- Stapelburger Spielleute e. V.
- SV Einheit Stapelburg (Fußball)
- Kleingartenverein Harzblick
- Rassekaninchenzuchtverein e. V.
- Rassegeflügelzuchtverein Stapelburg
- Verein Kinderhilfe für Siebenbürgen e. V.[7]

## Söhne und Töchter des Ortes
- Christoph Gottfried Jacobi (1724–1789), evangelischer Theologe und Liederdichter
- Heinrich Ernst Raßmann (1734–1812), Lehrer, Bibliothekar und Pfarrer
- Johann Wilhelm Matthias Wöhler (1781–1873), Lehrer und Kantor
- Gustav Albert John (1808–?), evangelischer Theologe
- Ernst Wiemann (1919–1980), Opernsänger
- Hanjörg Just (* 1933), Mediziner
- Manfred Zapf (* 1946), Fußballspieler und -trainer
- Bernhard Glass (* 1957), Rennrodler
- Jenny Rasche (* 1983), Sozialaktivistin, wuchs in Stapelburg auf

## Trivia
- Die historische Erzählung Junker Christoph Bernhard der Schriftstellerin Käthe Papke von 1938 spielt im Dreißigjährigen Krieg in Burg und Ort Stapelburg.
- Das Kinderhörspiel Flucht: Die Geschichte einer Reise von Deutschland nach Deutschland von Wolfgang Ecke (WDR, 1963) spielt größtenteils in Stapelburg.